# Phí Đức Tuấn
Phí Đức Tuấn là Phó giáo sư ngành khoa học an ninh, Tiến sĩ, Nhà giáo ưu tú, Thiếu tướng Công an nhân dân Việt Nam. Nguyên Phó Giám đốc Học viện An ninh nhân dân.

## Tiểu sử
Tháng 12 năm 2009, Phí Đức Tuấn được Hội đồng chức danh giáo sư Nhà nước Việt Nam phong học hàm phó giáo sư ngành khoa học an ninh. Lúc này ông đang mang quân hàm Đại tá Công an nhân dân, giữ chức vụ Trưởng bộ môn tại Học viện An ninh nhân dân.
Tháng 9 năm 2013, Phí Đức Tuấn là Đại tá Công an nhân dân Việt Nam, Phó Giám đốc Học viện An ninh nhân dân.
Từ năm 2014 đến nay (2019), Phí Đức Tuấn là Thiếu tướng Công an nhân dân Việt Nam, Phó giáo sư, Tiến sĩ, Phó Giám đốc Học viện An ninh nhân dân.
Tháng 11 năm 2014, Thiếu tướng Phí Đức Tuấn được phong danh hiệu Nhà giáo ưu tú.

## Lịch sử thụ phong quân hàm
- Đại tá Công an nhân dân
- Thiếu tướng Công an nhân dân Việt Nam (thụ phong năm 2014)